# Колонии герцогства Курляндского
Коло́нии ге́рцогства Курля́ндского — колонии, основанные в XVII веке на заморских территориях герцогством Курляндским, которое было в ленной зависимости от Великого княжества Литовского, а затем Речи Посполитой. Колонии существовали на территории Западной Африки (современная Гамбия) и на острове Тобаго в Карибском бассейне у берегов Южной Америки. Однако они просуществовали относительно недолго, поскольку Курляндия не смогла справиться с давлением конкурирующих держав (Англия, Франция, Испания и Нидерланды), не желавших видеть ещё одного игрока у них под боком и предпринимавшие против этого различные усилия.

## Предпосылки
Курляндия стала герцогством в 1561 году как вассал Великого княжества Литовского (с 1569 года — Речи Посполитой) на территории современной Латвии. Её население составляло около 200 000 человек. Правящий класс, а также купечество состояло в основном из балтийских немцев, составлявших образованное меньшинство населения, тогда как большинство населения герцогства составляли латышские крестьяне.
При герцоге Якобе Кеттлере государство достигло вершины процветания. Во время своих путешествий по Западной Европе Якоб стал энергичным и последовательным сторонником меркантилистских идей. Благодаря усилиям герцога получили значительное развитие металлообработка и кораблестроение. Торговые отношения были установлены не только с ближайшими странами, такими как Речь Посполитая, Русское царство, Пруссия, но и с Англией, Францией, Нидерландами, Португалией и др. Герцог Якоб пытался начать торговлю даже с Персией через Русское Царство. За границу герцогство вывозило инструменты, мушкеты, порох, пушки, пеньку, зерно, уголь, дёготь, и даже вино, которое, хоть и в малом количестве, производилось в городке Сабиле. Продажа этих товаров приносило герцогу Якобу огромные доходы, он стал богаче всех немецких герцогов Европы того времени. Ввозило герцогство в основном только соль, железо, золото и пряности.
Кеттлер создал довольно крупный торговый флот в Европе, с главными портами в Виндаве (сегодня Вентспилс) и Либаве (ныне Лиепая). Сначала торговый флот Курляндии по договору, заключённому в Амстердаме консулом герцога, находился под защитой голландского флота, но позже, когда голландцы увидели рост курляндского влияния, отказались защищать его, как флот конкурирующего с Нидерландами государства. Король Дании Фредерик III в качестве компенсации за принесённый в Копенгагене ущерб курляндским кораблям и товару, находившемуся на них, дал герцогу Якобу привилегию на торговлю солью в Дании и Норвегии. Тогда же Якоб арендовал у датского короля железные рудники в Норвегии.

## Колония на Карибах
Корабли герцогства начали совершать торговые рейсы в Вест-Индию по меньшей мере с 1637 года, в том же году курляндцы предприняли первую попытку основать колонию на острове Тобаго. 25 февраля на одном или двух кораблях на остров прибыло 212 крестьян-поселенцев. Согласно историческим документам, они были осуждёнными преступниками и не имели опыта мореплавания и ведения хозяйства в тропическом климате, из-за чего поселенцы начали страдать от местных болезней. Более раннее европейское поселение на острове, голландская колония Нью-Вальхерен, образованная в 1628 году, была уничтожена Испанией несколькими месяцами ранее. Первую курляндскую колонию постигла аналогичная участь, в то время как вторая попытка была фактически блокирована Испанией и задушена в зародыше к 1639 году.
В 1642 году два корабля под командованием капитана Мультуона с примерно 300 поселенцами на борту попытались обосноваться на северном побережье вблизи Курляндского залива, первым губернатором стал голландец Корнелиус Карун, опытный моряк, но имевший на родине сомнительную репутацию. Эта колония оказалась более успешной и просуществовала несколько лет. Однако это крайне не нравилось испанцам, которые сначала начали мешать колонистам вести торговлю в регионе, а потом отправили своих агентов в лице миссионеров-иезуитов на остров, те в свою очередь быстро настроили местные племена карибов против курляндцев и вооружили их для нападения на поселение. Колония была атакована индейцами в 1650 году, выжило только 70 человек, но и те были вынуждены эвакуироваться на Померун в 1650 году. 
Вскоре после этого протестантские державы почувствовали себя достаточно организованными и подготовленными, чтобы предпринять несколько колониальных экспедиций против испанских интересов в Карибском бассейне. Союз между Англией и Нидерландами против Испании начал распадаться из-за попыток Англии помешать голландской монополии. Голландцы были главными конкурентами Курляндии, которая решила поддержать англичан в назревающем конфликте. Таким образом, Курляндия получила разрешение от своих английских союзников-протестантов предпринять ещё одну попытку создать колонию на Тобаго.
Вскоре после этого, в ноябре 1653 года, из Виндавы на Тобаго отплыл 45-пушечный корабль «Das Wappen der Herzogin von Kurland» («Герб герцогства Курляндского»), а прибыл туда 20 мая 1654 года. На борту корабля прибыли 25 офицеров, 124 солдата и 80 семей колонистов (в частности латышских крестьян и ремёсленников, которым герцог Якоб обещал дать вольную) для заселения острова Тобаго. Капитан Виллем Молленс объявил остров «Новой Курляндией» (нем. Neu-Kurland). Форт, воздвигнутый на юго-западе острова, получил название Форт-Якоб, а окружающий его город был назван Якобштадт (Город Якоба). Окружающая местность получила курляндские названия: Большой Курляндский залив, Залив Якоба, Новая Митава, Залив Либау, Малый Курляндский залив. В первый же год существования колонии поселенцами была построена лютеранская церковь. Чтобы колония развивалась, герцог Якоб приказал создать на Тобаго плантации сахарного тростника, табака и кофейные плантации.
С 1654 года также велись переговоры с папой Иннокентием Х по вопросу о приобретении Курляндией колоний в Тихом океане, но они ни к чему не привели, так как папа потребовал, чтобы в этих колониях допускались только католические миссионеры.
Колония была успешной, но Нидерланды не желали мириться с этим и через несколько месяцев основали неподалеку собственную колонию. Таким образом, небольшая курляндская колония вскоре оказалась в тени второй голландской колонии. Курляндских колонистов, после присоединения 120 новых, в 1657 году было 600 человек, а голландская колония в следующем году, после присоединения 500 французских поселенцев, достигла населения в 1200 человек. Экспорт в Европу включал сахар, табак, кофе, хлопок, имбирь, индиго, ром, какао, черепашьи панцири, тропических птиц и др.
Герцогство Курляндское, будучи субъектом Речи Посполитой, оказалась в сфере интересов Швеции. В 1655 году Швеция вероломно напала на Речь Посполитую, которая была крайне ослаблена восстанием Хмельницкого и разгоревшейся войной с Московским царством, так началась Северная война 1655—1660. В 1658—1660 годах герцог Якоб находился в шведском плену. На протяжении этого периода торговый флот Курляндии вместе с факториями были уничтожены более многочисленными конкурентами. Голландские поселенцы окружили Форт Якоб на Тобаго и вынудили Хуберта де Беверина, курляндского губернатора, сдаться.
Курляндия официально уступила Новую Курляндию 11 декабря 1659 года. То же самое произошло и с курляндской колонией в Гвинее, голландский флот со второй попытки после длительной осады овладел Фортом-Якобом и взял в плен губернатора Отто фон Штиля. Война закончилась Оливским соглашением (подписанным около Гданьска) в 1660 году, на основании которого Тобаго был возвращён Курляндии. Племя «непойо» индейского народа араваки с Тринидада напало на поселение, но курляндцы смогли отразить нападение с помощью местных индейцев карибского племени «калина», но снова подверглись нападению карибов племени «калинаго» с Сент-Винсента. Поселенцы оставили Тобаго в 1666 году после совместной атаки пиратов с Ямайки и английских войск с Барбадоса, которая произошла в этом году. Затем французские войска с Гренады захватили остров, но голландцы вернули его себе к 1667 году и восстановили там свою колонию к 1668 году. В 1668 году курляндский корабль попытался вновь занять Форт Якоб, но был остановлен голландцами. 
В начале Третьей англо-голландской войны (1672–1674 гг.) колония, которая на тот момент контролировалась голландцами, была захвачена и разграблена англичанами Барбадоса. Этим воспользовался губернатор Адриан Лампсинс и сын покойного Корнелиуса Яна в 1673 году, ненадолго вернув колонию на Тобаго себе, но остров был снова захвачен англичанами с Барбадоса под командованием сэра Тобиаса Бриджа, а Адриан Лампсинс был убит вместе со своим племянником, когда форт был взорван. В 1676 году на острове была устроена новая голландская колония. В марте 1677 года французы вновь атаковали остров, и в результате морского сражения обе стороны понесли серьёзные потери, но французы проиграли и отступили, однако они вернулись в следующем году, захватили остров и разрушили поселение.
Тобаго было возвращён лишь на короткий период в конце правления герцога Якоба, когда в июле 1680 года он предпринял попытку основать новую колонию, которая также потерпела неудачу. Он начал восстанавливать флот и фактории, но герцогство так и не достигло прежнего уровня процветания. Остров был заброшен с марта 1683 по июнь 1686 года прежде чем он вновь был заселён курляндцами, которые были разбросаны по различным островам Вест-Индии, а также новыми поселенцами не только из их родной страны, но и из Великого княжества Литовского. Последняя попытка курляндцев заселить остров в 1686 году была в значительной степени прекращена к 1687 году. В период до последнего заселения острова курляндцами остров стал хорошим пристанищем для тамошних пиратов, поскольку курляндцы не брезговали раздавать за установленную плату каперские свидетельства.
В мае 1690 года, вскоре после того, как Тобаго был продан англичанам, курляндцы окончательно покинули его, те кто остался, по сути, присоединились к пиратам или другим англо-голландским колонистам. Последняя информация о колонии было упоминание о небольшой группе курляндских поселенцев, встреченная нидерландским кораблём в 1693 году. Губернаторы продолжали назначаться до 1795 года, что способствовало продолжению выдачи каперских свидетельств. Монумент около Курляндского залива отмечает место поселения курляндцев.
Последней попыткой Курляндского герцогства создать колонию была постройка поселения рядом с современной Токо на Тринидаде в Карибском бассейне.

### Губернаторы острова Тобаго
| Новая Курляндия (Neu Kurland) | Новая Курляндия (Neu Kurland)                               | Новая Курляндия (Neu Kurland)             | Новая Курляндия (Neu Kurland) | Новая Курляндия (Neu Kurland) | Новая Курляндия (Neu Kurland)                                                          | Новая Курляндия (Neu Kurland)                                   |
| Номер | Портрет                                                     | Губернатор                                | Период управления             | Период управления             | Герцог Курляндии                                                                       | Монарх Речи Посполитой                                          |
| Номер | Портрет                                                     | Губернатор                                | Начало                        | Конец                         | Герцог Курляндии                                                                       | Монарх Речи Посполитой                                          |
| --- | ----------------------------------------------------------- | ----------------------------------------- | ----------------------------- | ----------------------------- | -------------------------------------------------------------------------------------- | --------------------------------------------------------------- |
| 1 |                                                             | Эдвард Маршалл                            | 1642                          | 1643                          | Фридрих Кетлер Frīdrihs Ketlers (17 май 1587 года – 17 август 1642 года)               | Владислав IV (8 ноября 1632 года – 20 мая 1648 года)            |
| 2 |                                                             | Корнелиус Карун                           | 1643                          | 1650                          | Якоб Кетлер Jakob von Kettler (17 август 1642 года – 1 январь 1682 года)               | Владислав IV (8 ноября 1632 года – 20 мая 1648 года)            |
| 2 | Ян II Казимир (20 ноября 1648 года – 16 сентябрь 1668 года) | Корнелиус Карун                           | 1643                          | 1650                          | Якоб Кетлер Jakob von Kettler (17 август 1642 года – 1 январь 1682 года)               |                                                                 |
| 3 |                                                             | Виллем Молленс Курляндский губернатор     | 1654                          | 1656                          | Якоб Кетлер Jakob von Kettler (17 август 1642 года – 1 январь 1682 года)               |                                                                 |
| 3 |                                                             | Адриан Лампсинс Курляндский губернатор    | 1654                          | 1656                          | Якоб Кетлер Jakob von Kettler (17 август 1642 года – 1 январь 1682 года)               |                                                                 |
| 3 |                                                             | Корнелиус Лампсинс Курляндский губернатор | 1654                          | 1656                          | Якоб Кетлер Jakob von Kettler (17 август 1642 года – 1 январь 1682 года)               |                                                                 |
| 4 |                                                             | Хьюберт де Беверен                        | 1656                          | 1659                          | Якоб Кетлер Jakob von Kettler (17 август 1642 года – 1 январь 1682 года)               |                                                                 |
| Голландцы захватывают остров (1659–1660 гг.) после того, как Якоб Кетлер был схвачен шведами во время Северной войны в 1658–1660 гг. |                                                             |                                           |                               |                               |                                                                                        |                                                                 |
| 5 |                                                             | Адриан Лампсинс Барон Тобаго De Facto     | 1662                          | 1666                          | Якоб Кетлер Jakob von Kettler (17 август 1642 – 1 январь 1682 года)                    | Ян II Казимир (20 ноября 1648 года – 16 сентябрь 1668 года)     |
| 5 |                                                             | Корнелиус Лампсинс Барон Тобаго De Facto  | 1662                          | 1666                          | Якоб Кетлер Jakob von Kettler (17 август 1642 – 1 январь 1682 года)                    | Ян II Казимир (20 ноября 1648 года – 16 сентябрь 1668 года)     |
| 5 |                                                             | ?                                         | 1660                          | 1689                          | Фридрих Казимир Кетлер Friedrich Casimir Kettler (1 январь 1682 – 22 январь 1698 года) | Михаил Корибут Вишневецкий (19 июнь 1669 – 10 ноябрь 1673 года) |
| 5 | Ян III Собеский (21 мая 1674 – 17 июнь 1696 года)           | ?                                         | 1660                          | 1689                          | Фридрих Казимир Кетлер Friedrich Casimir Kettler (1 январь 1682 – 22 январь 1698 года) |                                                                 |

## Колонии в Африке
Усилия герцогства не ограничивались только Карибским бассейном, в сфере интересов Курляндии была также и Африка. В 1651 году курляндцы прибыли к берегам Западной Африки, они посетили и обследовали Собачий остров, назвав его Хондэ-Эйлат и обратились к местным вождям государства Ниуми с просьбой о разрешении им обосноваться на данном острове. Однако позже они решили обосноваться выше по реке на острове под названием остров Святого Андрея.
В 1651 году курляндцы зашли на 30-пушечном корабле «Кит» в устье реки Гамбия и купили у вождей тамошних государств Ниуми и Комбо — земли по берегам реки и остров Св. Андрея, на острове был построен форт с казармами, складами и небольшой порт. В 1651 году курляндцами у вождя Комбо было арендовано, вместе с окружающими землями, поселение Банжул, где был построен форт и устроена другая важная для функционирования городка инфраструктура. Помимо фортов, курляндцы построили склады, здания для проживания негров-рабов, тюрьму, лютеранские церкви и жилые дома. Было устроено 13 факторий по голландскому образцу, в которых вёлся обмен с местными племенами — курляндцы обменивали ткани, бусы, бренди и изделия из металла на золото, слоновую кость, перец, рабов, воск, кожи зверей и пальмовое масло. Через несколько месяцев после основания колонии, пришёл ещё один курляндский корабль — 24-пушечный «Крокодил» с 60-70 солдатами. К 1655 году население курляндской колонии составляло 150—200 военных, которые служили для защиты фортов, и несколько десятков купцов, которые вели торговлю с местными племенами и управляли факториями.
В 1658 году Кетлер попал в плен к шведам во время их вторжения в Речь Посполитую. Как следствие, больше не было средств для содержания гарнизонов и поселений в Гамбии, и в 1659 году агент герцога Курляндского в Амстердаме заключил соглашение с Голландской Вест-Индской компанией, по которому владения герцога в Гамбии были переданы компании.
В 1660 году форт на острове Святого Андрея был захвачен и разграблен французским капером, находившимся на службе у Швеции. После этого голландцы покинули форт, и курляндцы вернули его себе. В 1660 году англичане начали проявлять интерес к Гамбии в связи с сообщениями о существовании золотых приисков в верховьях реки. Англичанами был выдан патент нескольким лицам, которые основали Королевскую Африканскую компанию. Самыми известными представителями данной компании был будущий король Англии Яков II. В конце года авантюристы отправили экспедицию в Гамбию под командованием Роберта Холмса, который был с принцем Яковом в Гамбии в 1652 году.
Холмс прибыл к устью реки в начале 1661 года. Затем он занял Собачий остров, который переименовал в остров Чарльза, и основал там временный форт. 18 марта 1661 года он подплыл к острову Святого Андрея и под угрозой бомбардировки форта потребовал от курляндского офицера сдаться. В гарнизоне было всего семь европейцев, и курляндцы решили сложить оружие. На следующий день Холмс переименовал форт Якоба в форт Джеймс в честь герцога Йоркского. В 1662 году Голландская Вест-Индская компания оказалась крайне недовольна данным фактом и предприняла несколько попыток завладеть фортом. Во время первой попытки, они пытались настроить туземцев Ниуми против англичан, когда из этого ничего не вышло, они предлагали взятки некоторым английским офицерам и, наконец, попытались обстрелять форт. Ни одна из этих попыток не увенчалась успехом, а англичане по-прежнему контролировали ситуацию.
Тем временем герцог Курляндский подал протест против захвата его владений в мирное время. 17 ноября 1664 года, после безуспешных переговоров, он был вынужден отказаться от территорий в пользу Карла II, а взамен получил остров Тобаго и право на личную торговлю на реке Гамбия.
Начиная с середины XVII века, «английские, голландские, французские и прибалтийские авантюристы-торговцы делили и сражались за торговые права на закрытых соседних базах форта Джеймс и Альбреды».

## Список
- Остров святого Андрея (ныне часть Гамбии) — с 1651 по 1661
- Новая Курляндия (Тобаго; ныне часть Тринидада и Тобаго) — с 1654 по 1659; с 1660 по 1689